# چایری
چایری (به صربی: Čairi) یک روستا در صربستان است که در Trstenik واقع شده‌است. چایری ۴۶۹ نفر جمعیت دارد.